# Honorije V. od Monaka
Honorije V. od Monaka, punim imenom Honoré Gabriel Grimaldi (Pariz, 13. svibnja 1778. – Pariz, 2. listopada 1841.), monegaški knez i vojvoda Valentionoisa od 1819. do svoje smrti 1841. godine iz dinastije Matignon-Grimaldi.

## Životopis
Rodio se u obitelji monegaškog kneza Honorija IV. († 1795.) i vojvotkinje Louise Felicite Victoire d'Aumont († 1826.). Imao je mlađeg brata Florestana. Za vrijeme Francuske revolucije, odnosno u doba Jakobinska diktatura, njegov djed Honorije III. je bio svrgnut s vlasti, a Kneževinu Monako je bila anektirala revolucionarna Francuska. Članovi obitelji Grimaldi bili su lišeni plemićkih naslova i statusa te su u rujnu 1793. godine Honorije-Gabriel, njegov brat Florestan, otac Honorije (IV.) i majka Louise d'Aumont bili zarobljeni i utamničeni u Parizu kao neprijatelji naroda. Tada petnaestogodišnji Honorije-Gabriel je uspio nekako pobjeći iz zatvora i naći se na slobodi.
Kada je imao dvadeset godina pristupio je 1798. francuskoj vojsci gdje je služio kao časnik pod zapovjedništvom generala Emmanuela de Grouchyja te se iskazao kao vrstan i sposoban vojnik u Napoleonskim ratovima. Poslije pada cara Napoleona I. obnovljeno je francusko kraljevstvo pod dinastijom Burbonaca i njihovim predstavnikom, kraljem Lujem XVIII. te su Honoriju-Gabrielu i njegovoj obitelji bili vraćeni plemićki status i pripadajuća prava te su uvedeni u francusko plemstvo.
Odlukama Bečkog kongresa 1815. godine obnovoljena je Kneževina Monako i njen je položaj bio osiguran tako da je bila stavljena pod protektorat Kraljevine Sardinije. Vlast u Monaku preuzeo je Honorijev otac Honorije IV., ali budući da je bio lošeg zdravlja, državom su upravljali regenti; prvo vladarov brat Josip Grimaldi (do 1815.), a potom knežev sin Honorije-Gabriel sve do očeve smrti 1819. godine, kada je naslijedio očevo prijestolje.
Kada je preuzeo vlast, Honorije V. se suočio s brojnim problemima u osiromašenoj kneževini. Zbog takve ekonomske situacije, morao je podići poreze, što ga je učinilo veoma nepopularnim u zemlji, što je dovelo do pobune protiv kneževe vlasti u gradu Mentonu, kojeg je knez morao suzbiti i ugušiti. Svi njegovi napori da ekonomski oporavi Monako, izazvali su negativne reakcije u zemlji, prije svega jer nisu uspjeli, ali i zato što je svoju politiku provodio na autoritaran način.
Nije se nikada ženio, ali imao je nezakonitog sina Louisa Gabriela Oscara (1814. – 1894.) s ljubavnicom Félicité de Gamaches. Unatoč tome, pravo njegova sina na nasljeđivanje kneževskog prijestolja nije bilo priznato pa ga je naslijedio mlađi brat Florestan I.

## Vanjske poveznice
- Knez Honorije V. – Vrhunski časnik i nesretni suveren – hellomonaco.com (engl.)
- Honorije V. od Monaka – unofficialroyalty.com (engl.)

| Prethodnik:                  | Knez Monaka (1819. – 1841.) | Nasljednik:                  |
| Honorije IV. (1814. – 1819.) | Knez Monaka (1819. – 1841.) | Florestan I. (1841. – 1856.) |